# اوه تشانغ هيون
اوه تشانغ هيون (4 مايو 1989 بكوريا الجنوبية - ) هو لاعب كرة قدم كوري جنوبي في مركز الدفاع. شارك مع منتخب كوريا الجنوبية تحت 20 سنة لكرة القدم. أما مع النوادي، فقد لعب مع أفيسبا فوكوكا وSeoul E-Land FC ‏ وV-Varen Nagasaki ‏ ودايجون هانا سيتزن.

## وصلات خارجية
- اوه تشانغ هيون على موقع رابطة كرة القدم اليابانية للمحترفين (اليابانية)
- اوه تشانغ هيون على موقع دوري كوريا الجنوبية (الإنجليزية)
- اوه تشانغ هيون على موقع قاعدة بيانات كرة القدم.إي يو (الإنجليزية)